# Chrestiwka (obwód chersoński)
Chrestiwka (ukr. Хрестівка) – wieś na Ukrainie, w obwodzie chersońskim, w rejonie kachowskim, siedziba hromady. W 2015 liczyła 1505 mieszkańców.